# 老視
老視（ろうし）は、目の障害の一つ。老眼（ろうがん）とも呼ばれるが、老視が正式名称。加齢により水晶体の弾性が失われて調節力が弱まり、近くのものに焦点を合わせることが遅くなったり、できなくなってくる。
40代から60代初めに自覚されることが多いが、実際には20歳前後から調節力の減少は始まっており、日常生活で字を読む時の距離である30cm前後が見えにくくなるのが、この辺の年齢であるといえる。しかしこのような症状を自覚する年齢は個人差があり一概には言えないが、一般には40歳前後、早い人では30歳代半ばあたり、遅い人でも50歳代から60歳あたりまでに、自覚症状を訴えることがほとんどである。
しかし、現代医学の発展により、症状に対する防止・視力回復も可能になってきている。
老視は遠方が明視できる状態において、中・近距離の細かい文字や小物などの細部がにじんだり、チラついたりして明視しづらくなるばかりでない。（老眼鏡や遠近両用眼鏡などを使用した場合も含め）パソコンや携帯電話の画面・読書などの比較的近距離を長時間見ていた後、遠方を見ようとしても即座に調整が出来ずしばらく見づらいといった症状、また比較的明るい場所ではそれなりに近い距離も見えるが、暗い場所では遠距離もやや見づらいといった症状、特に近距離の場合には特有の見づらい傾向がさらに強くなったり、比較的暗い色の小物なども感知しづらくなるといった症状を併発する場合も多い。
近視でも老視にはなるが、次の理由により、症状を自覚しにくい。逆の理由により、遠視の者は老視の症状を自覚しやすい。
1. 近視の眼鏡を外せば裸眼で近くを明視できる。軽度の近視でも老眼の軽いうちは裸眼になれば読書できるし、-4Dより強い近視ならば終生読書に凸レンズを要しない。
2. 近視の眼鏡を外さなくても、近視の眼鏡には見かけの調節があるので老眼を自覚するのが遅くなる。近視の眼球とそれから12mm離れた近視眼鏡とで構成された光学系は、正視の眼球だけの光学系や遠視の眼球と遠視眼鏡とで構成された光学系より少ない調節で近くにピントを合わせることができる[1]ので、その分高齢になるまで単焦点の近視の眼鏡をかけたままで近くを明視することができる。強度の近視眼鏡であるほど見かけの調節が強い。
3. 中程度以上の近視の眼鏡は弱めに作るのが通例なのでその分調節力への負担が軽く、正視の人よりは高齢になるまで近視の眼鏡をかけたままで近くを明視することができる。正視のつもりでいる者の中には軽い遠視の者が多く含まれるので、そうした遠視の者に比べればさらに高齢になるまで近視の眼鏡をかけたままで近くを明視することができる。
4. 強度近視の者が近視を弱めに矯正した眼鏡をかけていれば、2.と3.の効果が相まって正視や遠視の者よりかなり高齢になるまで近視の眼鏡をかけたままで済ませられ、老眼を自覚しにくい。

## 矯正
矯正は老眼鏡（老視鏡）で行う。正視の人が老視になった場合、老眼鏡には凸レンズを使う。凸レンズを使う点では遠視の眼鏡と同じであるが、使う目的が異なる。遠視の眼鏡は遠視を矯正するために凸レンズを使い、老眼鏡は老視によって落ちた調節力を補うために凸レンズを使う。
老視になる以前から近視・遠視・乱視などで眼鏡を用いていた場合は、原理としては遠くを見るための度数に適切な凸レンズの度数を加えたものを近くを見るために用いる。元が近視で凹レンズを用いていた場合は、その分、凹レンズの度数を弱める。弱い近視で、老視のために加える凸レンズの強さが近視を矯正するための凹レンズの強さを上回る場合には、遠方視用に凹レンズ、近方視用に凸レンズを用いることになる。調節力の減退に応じて、加える度数も強くする必要がある。逆にいえば若い人ほど度数が弱くて済み、40代半ばより若ければ一般に老眼鏡が不要である。強度近視では上述の見かけの調節効果が強いので、加える度数が弱くなる。-10Dを超えるような最強度近視の場合、眼自体は老眼になっていても、マイナスレンズの見かけの調節により遠用眼鏡をかけたまま近くを明視できる場合がある。
老眼鏡をかけると遠くが見えづらくなるので、老眼鏡はかけたままにするものではない。近くのものを見る際にかけ、遠くを見る際には外すか遠くを見るための眼鏡にかけ替えるかする。このかけ外しやかけ替えの煩雑さを解消するのが、遠近両用眼鏡である。
遠近両用眼鏡は、遠くと近くで眼鏡をかけ外ししたり交換したりする不便さを解消した眼鏡である。レンズの大部分を遠方視の度数に合わせ、レンズの下側の一部に近方視用度数のレンズを組み込んだものが多い。通常の老眼鏡に対する遠近両用眼鏡の長所は、眼鏡を掛け替える手間が省ける点である。短所は場面によって使いづらいことがある点である。遠くは正面で、近くは下目使いで見ることが多いという日常生活での傾向を前提としているので、この傾向に当てはまらない場面、例えば壁新聞やポスターに歩み寄って見るなど正面で近くを見る場面や、下りの階段など下目使いで遠くを見る場面で、はっきり見えなかったり首を不自然に曲げなくてはならなかったりする。
遠近両用眼鏡には、主に二つの種類がある。遠く用の度数の入ったレンズ部分と近く用の部分がはっきり分かれ外観上も境い目の見える二重焦点眼鏡と、レンズの下へ行くにしたがって度数が徐々に変化し外観上も境い目の見えない累進焦点眼鏡の二つである。その他に、あまり一般的でないが、遠く・中間・近くの三つに分かれた三重焦点眼鏡もある。上で説明した遠近両用眼鏡の長所・短所は、二重焦点、三重焦点、累進焦点のいずれににも当てはまる。かつては二重焦点が主流だったが、近年は累進焦点が一般的である。
二重焦点と比べた累進焦点の長所は、見た目に遠近両用眼鏡であることが分からない点と、遠近の境い目で物の見える大きさや位置が急激に変わらない点、中間距離もはっきりと見ることができる点である。最後の長所は累進焦点の他に三重焦点にも当てはまる。累進焦点が一般的になる前に中間距離がはっきり見えるからといって二重焦点よりも三重焦点がよく売れたかといえばそんなことはなく、むしろ三重焦点はほとんど売れなかったとして、中間距離がはっきり見えることはあまり重要でないとする論もある。反対に短所としては、物の見える大きさが連続的に変化するため慣れるまでそれが視界の揺れや歪みとして感じられたり目が疲れやすく感じたりする点と、異なる度数を境い目なく繋げた代償としてレンズ側方の非点収差が増すためレンズ側方で見たときの鮮明さが二重焦点より劣る点である。
2018年2月、三井化学が発売した老眼鏡は、フレームに電子回路を内蔵しておりツルのセンサーに触れると液晶を埋め込んだレンズの遠近が切り替わる。液晶による切り替えで、遠く専用の眼鏡から、二重焦点の遠近両用眼鏡に変わる。遠く専用の眼鏡に切り替えれば、下り階段など下目使いで遠くを見る場面での見づらさが解消される。